# Ultraviolence (Album)
Ultraviolence ist das dritte Studioalbum der US-amerikanischen Popsängerin Lana Del Rey. Ultraviolence ist eine Wortneuschöpfung aus ultra und violence (englisch für „Gewalt“) und stammt aus dem Roman A Clockwork Orange von Anthony Burgess. Sinngemäß gemeint ist extreme Gewalt.

## Entstehung und Artwork
Mit Ausnahme eines Titels wurden alle Lieder von Lana Del Rey, in Kooperation mit wechselnden Koautoren, geschrieben. Am häufigsten wirkte dabei der Komponist Rick Nowels mit, der bei fünf Liedern als Autor beteiligt ist. Die Lieder wurden von Dan Auerbach, Lana Del Rey, Paul Epworth, Lee Forster, Daniel Heath, Greg Kurstin, Rick Nowels und Blake Stranathan produziert. Die meisten Titel wurden von Dan Auerbach produziert, der mit neun Titel über die Hälfte der Produktion tätigte. Gemastert wurde das Album von Metropolis Mastering in London unter der Leitung des Briten John Davis. Die Abmischung erfolgte durch Dan Auerbach, Collin Dupuis, Phil Joly, Greg Kurstin und Robert Orton. Bei jedem ihrer Titel wurde sie von verschiedenen Instrumentalisten unterstützt (siehe Mitwirkende).
Auf dem schwarz-weißen Cover des Albums ist – neben der Aufschrift des Albumtitels – Del Rey in einem weißen Oberteil mit einem durchschimmernden BH vor dem Hintergrund eines Mercedes-Benz zu sehen. Das Coverbild und die Bilder im Booklet wurden von den Fotografen Neil Krug und Myan Soffia geschossen. Die Artworkarbeiten stammen von Mat Maitland.

## Veröffentlichung und Promotion
Die Erstveröffentlichung von Ultraviolence erfolgte als digitale und physische Veröffentlichung am 13. Juni 2014 in Deutschland, der Niederlande, Österreich und der Schweiz. Die Veröffentlichung im Vereinigten Königreich folgte am 16. Juni 2014 und in den Vereinigten Staaten am 17. Juni 2014. Das Album erschien durch die Labels Interscope Records und Polydor und besteht aus elf neuen Studioaufnahmen, wovon eine Komposition ein Coverlied ist. Neben der regulären Albumveröffentlichung folgte zeitgleich auch die Veröffentlichung einer „Deluxe-Edition“ mit drei weiteren Bonustiteln. Neben der weltweit veröffentlichten Deluxe-Edition existieren auch viele regionale Veröffentlichungen des Albums, die sich alle durch die Anzahl und Auswahl der Bonustitel unterscheiden.
Um das Album zu bewerben, ging Del Rey vom 11. April bis 27. Mai 2014 auf eine Nordamerika-Tournee mit insgesamt 22 Konzerten. Vor der Albumveröffentlichung sagte Del Rey, „weniger ist mehr“ und absolvierte aus diesem Grund keine Auftritte im Fernsehen oder Radio. Sie drehte nur Musikvideos zu ihren Singles und gab einige Interviews, die in den Printmedien und den sozialen Netzwerken veröffentlicht wurden.

## Hintergrundinformation
Nach der Veröffentlichung von Born to Die verwarf Del Rey die Pläne für ein neues Album, weil sie bereits alles gesagt hätte, was sie sagen wollte. Trotzdem startete sie im Februar 2013 mit den Arbeiten für dieses Album. Sie sagte darüber: „Es ist ein wenig abgespeckter, aber immer noch filmisch und dunkel. Ich habe sehr langsam daran gearbeitet, aber ich liebe alles, was ich getan habe. Ich schrieb die Texte in Santa Monica, und ich wusste, wie die Platte klingen soll. Jetzt muss ich es nur noch fertigstellen. Musikalisch habe ich mit den drei selben Jungs gearbeitet.“
Als im Juli 2013 eine Demoaufnahme auftauchte, gab Del Rey folgendes Statement von sich: „Ich fühle mich entmutigt. Ja. Ich weiß nicht, was ich auf die Platte packen soll. Ich könnte einfach Lieder draufpacken und sehen, was passiert. Immer wenn ich komponiere … Ich schreibe niemals ein Lied, wenn ich nicht denken würde, dass es perfekt für das Album sein werden würde.“ Sie gab ebenfalls an, dass sie abgespecktere Songs schreibe und dass sie mit Dan Heath und ihrem Freund Barrie-James O’Neill gearbeitet habe. Ferner wünsche sie mit Lou Reed zu arbeiten.
Im Oktober 2013 sagte Del Rey „Wenn Leute nach meinem neuen Album fragen, muss ich ehrlich sein – ich weiß es nicht. Ich weiß nicht, was ich sagen soll. Definitiv ja, das nächste wird besser als dieses, weil ich nicht an ein nächstes Glaube. Meine Muse ist sehr wankelmütig. Sie kommt nur manchmal zu mir, was ärgerlich ist.“
Im Januar 2014 planten Del Rey und Auerbach, das Album in drei Tagen aufzunehmen, letztendlich benötigten sie zwei Wochen. Am 20. Februar 2014 twitterte Del Rey ein Bild von sich und Auerbach mit der Überschrift „Ich und Auerbach sind aufgeregt, euch Ultraviolence zu präsentieren.“ Über die Arbeit mit Del Rey sagte Auerbach folgendes: „Sie beeindruckt mich jeden Tag. Es gab Momente, in denen sie gegen mich kämpfte. Ich konnte spüren, dass sie vielleicht nicht wollte, dass jemand denkt, sie habe nicht die Kontrolle, weil ich mir sicher bin, dass es sehr hart sein muss als Frau im Musikgeschäft. So stießen wir die Kopfe etwas aneinander, aber am Ende des Tages tanzten wir zu den Songs.“
Del Rey wurde für dieses Album durch die Westküste der Vereinigten Staaten und Brooklyn inspiriert. Daneben beinhaltet es harte Gitarrenklänge sowie Jazztöne. Die Einbeziehung Auerbachs geschah in letzter Minute. Beide trafen sich in New York, als Del Rey bereits dachte, dass die Platte fertig sei.

## Inhalt
Mit Ausnahme der Lieder West Coast und Ultraviolence sind alle Liedtexte in englischer Sprache verfasst. In beiden besagten Stücken befinden sich jeweils eine spanische Zeile. Das Lied The Other Woman ist eine Coverversion und stammt im Original von Nina Simone aus dem Jahr 1959. Das auf einigen Sonder-Editionen enthaltene Lied Gods and Monsters wurde bereits zwei Jahre zuvor auf Del Reys achter EP Paradise und ein halbes Jahr zuvor auf Del Reys zehnter EP Tropico veröffentlicht. Musikalisch bewegen sich die Lieder im Bereich des Desert Rock, Dream Pop und Psychedelic Rock.
Bei den Aufnahmesessions zum Album entstanden unter anderem auch die Lieder Cherry Blossom, Living Legend und Nectar of the Gods, die auf Del Reys achtem Studioalbum Blue Banisters im Jahr 2021 veröffentlicht wurden.
| #  | Titel                                      | Autor(en)                                      | Produzent(en)                               | Länge |
| -- | ------------------------------------------ | ---------------------------------------------- | ------------------------------------------- | ----- |
| 1  | Cruel World                                | Lana Del Rey, Blake Stranathan                 | Dan Auerbach                                | 6:39  |
| 2  | Ultraviolence                              | Lana Del Rey, Daniel Heath                     | Dan Auerbach                                | 4:11  |
| 3  | Shades of Cool                             | Lana Del Rey, Rick Nowels                      | Dan Auerbach                                | 5:42  |
| 4  | Brooklyn Baby                              | Lana Del Rey, Barry O’Neill                    | Dan Auerbach                                | 5:51  |
| 5  | West Coast                                 | Lana Del Rey, Rick Nowels                      | Dan Auerbach                                | 4:16  |
| 6  | Sad Girl                                   | Lana Del Rey, Rick Nowels                      | Dan Auerbach, Rick Nowels (Co)              | 5:17  |
| 7  | Pretty When You Cry                        | Lana Del Rey, Blake Stranathan                 | Lana Del Rey, Lee Forster, Blake Stranathan | 3:54  |
| 8  | Money Power Glory                          | Lana Del Rey, Greg Kurstin                     | Greg Kurstin                                | 4:30  |
| 9  | Fucked My Way Up to the Top                | Lana Del Rey, Daniel Heath                     | Dan Auerbach                                | 3:32  |
| 10 | Old Money                                  | Lana Del Rey, Robbie Fitzsimmons, Daniel Heath | Daniel Heath                                | 4:31  |
| 11 | The Other Woman                            | Jessie Mae Robinson                            | Dan Auerbach                                | 3:01  |
|    | Deluxe-Edition                             |                                                |                                             |       |
| 12 | Black Beauty                               | Lana Del Rey, Rick Nowels                      | Paul Epworth, Rick Nowels (Co)              | 5:14  |
| 13 | Guns and Roses                             | Lana Del Rey, Rick Nowels                      | Lana Del Rey, Lee Forster, Rick Nowels      | 4:30  |
| 14 | Florida Kilos                              | Dan Auerbach, Harmony Corrine, Lana Del Rey    | Dan Auerbach                                | 4:14  |
|    | Deutschland-, Österreich-, Schweiz-Edition |                                                |                                             |       |
| 12 | West Coast (Radio Mix)                     | Lana Del Rey, Rick Nowels                      | Dan Auerbach                                | 3:47  |
|    | iTunes-Edition                             |                                                |                                             |       |
| 15 | Is This Happiness                          |                                                |                                             | 3:44  |
|    | Japan-Edition                              |                                                |                                             |       |
| 15 | Flipside                                   | Lana Del Rey, Blake Stranathan                 | Lana Del Rey, Blake Stranathan              | 5:10  |
|    | Japan iTunes-Edition                       |                                                |                                             |       |
| 15 | Is This Happiness                          |                                                |                                             | 3:44  |
| 16 | Flipside                                   | Lana Del Rey, Blake Stranathan                 | Lana Del Rey, Blake Stranathan              | 5:10  |

## Singleauskopplungen
| Jahr | Titel          | Höchstplatzierung, Gesamtwochen, AuszeichnungChartplatzierungen (Jahr, Titel, , Platzierungen, Wochen, Auszeichnungen, Anmerkungen) | Höchstplatzierung, Gesamtwochen, AuszeichnungChartplatzierungen (Jahr, Titel, , Platzierungen, Wochen, Auszeichnungen, Anmerkungen) | Höchstplatzierung, Gesamtwochen, AuszeichnungChartplatzierungen (Jahr, Titel, , Platzierungen, Wochen, Auszeichnungen, Anmerkungen) | Höchstplatzierung, Gesamtwochen, AuszeichnungChartplatzierungen (Jahr, Titel, , Platzierungen, Wochen, Auszeichnungen, Anmerkungen) | Höchstplatzierung, Gesamtwochen, AuszeichnungChartplatzierungen (Jahr, Titel, , Platzierungen, Wochen, Auszeichnungen, Anmerkungen) | Anmerkungen                                              |
| Jahr | Titel          | DE | AT | CH | UK | US | Anmerkungen                                              |
| ---- | -------------- | --- | --- | --- | --- | --- | -------------------------------------------------------- |
| 2014 | West Coast     | DE22 (14 Wo.)DE | AT39 (4 Wo.)AT | CH13 (13 Wo.)CH | UK21 (7 Wo.)UK | US17 (2 Wo.)US | Erstveröffentlichung: 14. April 2014 Verkäufe: + 370.000 |
| 2014 | Shades of Cool | — | — | CH43 (1 Wo.)CH | — | US79 (1 Wo.)US | Erstveröffentlichung: 26. Mai 2014                       |
| 2014 | Ultraviolence  | — | — | — | — | US70 (1 Wo.)US | Erstveröffentlichung: 6. Juni 2014                       |
| 2014 | Brooklyn Baby  | — | AT64 (1 Wo.)AT | CH16 (2 Wo.)CH | UK86 (1 Wo.)UK | — | Erstveröffentlichung: 17. Juni 2014                      |
| 2014 | Black Beauty   | — | — | — | — | — | Erstveröffentlichung: 15. Dezember 2014                  |

## Mitwirkende
Albumproduktion
- Dan Auerbach: Abmischung (Lied 2 und 14), E-Gitarre (Lied 1–6, 9 und 14), Gitarre (Lied 5), Hintergrundgesang (Lied 14), Klatschen (Lied 1), Komponist (Lied 14), Produzent (Lied 1–6, 9, 11 und 14), Shaker (Lied 5), Synthesizer (Lied 5, 6, 11 und 14)
- Julian Burg: Arrangement (Lied 8)
- Vira Byramji: Arrangement (Lied 13)
- Harmony Corrine: Komponist (Lied 14)
- John Davis: Mastering
- Lana Del Rey: Gesang, Hintergrundgesang (Lied 2 und 5), Komponist (Lied 1–10, 12–14 und 16), Produzent (Lied 7, 13 und 16)
- Collin Dupuis: Arrangement (Lied 1–6, 9, 11 und 14), Abmischung (Lied 2 und 14), Programmierung (Schlagzeug) (Lied 6), Synthesizer (Lied 6)
- Paul Epworth: Produzent (Lied 12)
- Robbie Fitzsimmons: Komponist (Lied 10)
- Lee Forster: Produzent (Lied 7 und 13)
- Brian Griffin: Schlagzeug (Lied 6 und 13)
- Milton Gutiérrez: Abmischung (Lied 10)
- Ed Harcourt: Piano (Lied 12)
- Daniel Heath: Arrangement (Lied 10), Komponist (Lied 2, 9 und 10), Produzent (Lied 10)
- Tom Herbert: Bassgitarre (Lied 12)
- Phil Joly: Arrangement (Lied 7 und 14), Abmischung (Lied 13)
- Seth Kaufmann: E-Gitarre (Lied 2, 4, 6 und 9), Hintergrundgesang (Lied 4 und 14), Klatschen (Lied 1), Omnichord (Lied 3), Percussion (Lied 4), Synthesizer (Lied 1)
- Greg Kurstin: Abmischung (Lied 8), Komponist (Lied 8), Produzent (Lied 8)
- Nikolaj Torp Larsen: Philicorda (Lied 12), Mellotron (Lied 12)
- Alfreda McCrary Lee: Hintergrundgesang (Lied 2)
- Ann McCrary: Hintergrundgesang (Lied 2)
- Regina McCrary: Hintergrundgesang (Lied 2)
- Matthew McGaughey: Orchesterbearbeitung (Lied 10)
- Kieron Menzies: Arrangement (Lied 6, 12 und 13)
- Leon Michaels: Klatschen (Lied 1), Mellotron (Lied 1–4, 6, 9, 11 und 14), Percussion (Lied 4 und 11), Piano (Lied 2 und 9), Synthesizer (Lied 1, 2, 9, 11 und 14), Tamburin (Lied 4 und 11), Tenorsaxophon (Lied 4 und 11)
- Nick Movshon: Bassgitarre (Lied 1–3, 5 und 9), Doublebass (Lied 2), Klatschen (Lied 1), Schlagzeug (Lied 4–6, 11 und 14)
- Rick Nowels: Komponist (Lied 3, 5, 6, 12 und 13), Piano (Lied 12), Produzent (Lied 6, 12 und 13)
- Barry O’Neill: Komponist (Lied 4)
- Robert Orton: Abmischung (Lied 1, 3, 4, 6, 7 und 9–12)
- Russ Pahl: Akustische Gitarre (Lied 4 und 6), E-Gitarre (Lied 3 und 14), Pedal-Steel-Gitarre (Lied 1, 2, 4, 9 und 11)
- Alex Pasco: Arrangement (Lied 8)
- Jessie Mae Robinson: Komponist (Lied 11)
- Blake Stranathan: Gitarre (Lied 7 und 13), Komponist (Lied 1, 7 und 16), Produzent (Lied 7 und 16)
- Pablo Tato: Gitarre (Lied 12)
- Leo Taylor: Schlagzeug (Lied 12)
- Kenny Vaughan: Akustische Gitarre (Lied 4), E-Gitarre (Lied 1–3, 9 und 11), Mellotron (Lied 6), Synthesizer (Lied 6)
- Maximilian Weissenfeldt: Klatschen (Lied 1), Schlagzeug (Lied 1–5 und 9)
- Matt Wiggins: Abmischung (Lied 12)
- Andy Zisakis: Abmischung (Lied 10)

Artwork
- Neil Krug: Fotograf (Begleitheft und Cover)
- Mat Maitland: Artwork (Begleitheft und Cover)
- Myan Soffia: Fotograf (Begleitheft)

Unternehmen
- The Bridge: Tonstudio
- The Church Studios: Tonstudio
- East Eye Sound: Tonstudio
- Echo Studios: Tonstudio
- Electric Lady Studios: Tonstudio
- Green Building: Tonstudio
- Interscope Records: Musiklabel
- Metropolis Mastering: Mastering
- Polydor: Musiklabel

## Rezensionen
Alexis Petridis vom Guardian schrieb, dass „Jeder Refrain knallt, die Melodien sind schön gleichmäßig, steigen und fallen. Damit demonstriert Del Rey ihre große Sicherheit in ihre Stimme. Es ist alles so großartig gemacht, dass man denkt, dass alle Lieder ineinander übergehen ohne einen einschläfernden Eindruck zu erwecken.“ Sie vergaben 4/5 Sternen.
Jim Farber von den Daily News schrieb: „Letztendlich, sie melkt klassische Männerfantasien von der traurigen Marilyn Monroe, das Babe in Verzweiflung, welche nur von dir und deinen Dollars gerettet werden kann.“
Caryn Ganz vom Rolling Stone kommentierte unter anderem: „Ultraviolence is a melancholy crawl through doomed romance, incorrigible addictions, blown American dreams. […] The album wraps desire, violence and sadness into a tight bundle that Del Rey doesn’t always seem sure how to unpack.“ (3,5/5 Punkten).

## Kommerzieller Erfolg

### Chartplatzierungen
Ultraviolence erreichte in Deutschland Rang drei der Albumcharts und konnte sich drei Wochen in den Top 10 und 24 Wochen in den Charts platzieren. In Österreich erreichte das Album Rang fünf und hielt sich zwei Wochen in den Top 10 und 13 Wochen in den Charts. In der Schweiz erreichte das Album Rang zwei und platzierte sich sechs Wochen in den Top 10 und 21 Wochen in den Charts. Das Album platzierte sich zwei Wochen auf dem zweiten Rang und musste sich je einer Chartwoche The Hunting Party (Linkin Park) und × (Ed Sheeran) geschlagen geben. Im Vereinigten Königreich erreichte das Album die Chartspitze und konnte sich eine Woche an ebendieser, drei Wochen in den Top 10 und 29 Wochen in den Charts halten. In den US-amerikanischen Billboard 200 erreichte das Album ebenfalls die Chartspitze und platzierte sich eine Woche auf ebendieser, fünf Wochen in den Top 10 und 53 Wochen in den Charts.
2014 belegte das Album Rang 49 der deutschen Album-Jahrescharts sowie Rang 16 in der Schweiz und Rang 43 in den Vereinigten Staaten. Im Folgejahr erreichte Ultraviolence nochmals die US-amerikanischen Jahrescharts und belegte dabei Rang 184.
Des Weiteren erreichte das Album Platz eins in folgenden Ländern: Australien, Belgien (Flandern und Wallonien), Dänemark, Finnland, Griechenland, Kanada, Neuseeland, Norwegen, Polen und Spanien.
Für Lana Del Rey ist es der zweite Charterfolg in Deutschland, Österreich, der Schweiz und Großbritannien sowie der vierte in den Vereinigten Staaten. In Deutschland, Österreich, der Schweiz und Großbritannien ist es nach Born to Die ihr zweites Top-10-Album, in den Vereinigten Staaten ihr drittes nach Born to Die und Paradise. Im Vereinigten Königreich ist es ihr zweites Nummer-eins-Album und in den Vereinigten Staaten ihr erstes.
| ChartsChartplatzierungen       | Höchstplatzierung | Wochen |
| ------------------------------ | ----------------- | ------ |
| Deutschland (GfK)              | 3 (24 Wo.)        | 24     |
| Österreich (Ö3)                | 5 (13 Wo.)        | 13     |
| Schweiz (IFPI)                 | 2 (21 Wo.)        | 21     |
| Vereinigte Staaten (Billboard) | 1 (53 Wo.)        | 53     |
| Vereinigtes Königreich (OCC)   | 1 (29 Wo.)        | 29     |

| ChartsJahrescharts (2014)      | Platzierung |
| ------------------------------ | ----------- |
| Deutschland (GfK)              | 49          |
| Schweiz (IFPI)                 | 16          |
| Vereinigte Staaten (Billboard) | 43          |

| ChartsJahrescharts (2015)      | Platzierung |
| ------------------------------ | ----------- |
| Vereinigte Staaten (Billboard) | 184         |

### Auszeichnungen für Musikverkäufe
Ultraviolence wurde weltweit fünf Mal mit Gold und zwölf Mal mit Platin ausgezeichnet. Damit erhielt das Album für über 1,9 Millionen verkaufte Exemplare Schallplattenauszeichnungen.

| Land/Region                  | Auszeichnungen für Musikverkäufe (Land/Region, Auszeichnung, Verkäufe) | Verkäufe  |
| ---------------------------- | ---------------------------------------------------------------------- | --------- |
| Australien (ARIA)            | Platin                                                                 | 70.000    |
| Brasilien (PMB)              | 2× Platin                                                              | 80.000    |
| Dänemark (IFPI)              | Platin                                                                 | 20.000    |
| Deutschland (BVMI)           | Gold                                                                   | 100.000   |
| Finnland (IFPI)              | Gold                                                                   | 10.000    |
| Frankreich (SNEP)            | Platin                                                                 | 100.000   |
| Italien (FIMI)               | Platin                                                                 | 50.000    |
| Kanada (MC)                  | 2× Platin                                                              | 160.000   |
| Mexiko (AMPROFON)            | Gold                                                                   | 30.000    |
| Neuseeland (RMNZ)            | 2× Platin                                                              | 30.000    |
| Österreich (IFPI)            | Gold                                                                   | 7.500     |
| Polen (ZPAV)                 | Platin                                                                 | 20.000    |
| Portugal (AFP)               | Gold                                                                   | 3.500     |
| Vereinigte Staaten (RIAA)    | Platin                                                                 | 1.000.000 |
| Vereinigtes Königreich (BPI) | Platin                                                                 | 321.000   |
| Insgesamt                    | 5× Gold · 13× Platin ·                                                 | 2.017.000 |

Hauptartikel: Lana Del Rey/Auszeichnungen für Musikverkäufe